# Basra (1907)
Basra – turecki niszczyciel z początku XX wieku, jedna z czterech zbudowanych we Francji jednostek typu Samsun. Okręt został zwodowany w 1907 roku w stoczni Forges et Chantiers de la Gironde w Bordeaux, a w skład marynarki Imperium Osmańskiego wszedł we wrześniu 1907 roku. Niszczyciel wziął udział w wojnie włosko-tureckiej, I wojnie bałkańskiej i I wojnie światowej, a po remoncie w latach 20. służył pod banderą Republiki Turcji do 1932 roku. Okręt został złomowany w 1949 roku.

## Projekt i budowa
Niszczyciele typu Samsun zostały zamówione przez Turcję we Francji w 1906 roku. Kontrakt na budowę jednostek podpisano 22 stycznia 1906 roku. Okręty były ulepszoną wersją pierwszego typu francuskich niszczycieli – Durandal.
„Basra” zbudowany został w stoczni Forges et Chantiers de la Gironde w Bordeaux . Stępkę okrętu położono w czerwcu 1906 roku, a zwodowany został w 1907 roku .

## Dane taktyczno-techniczne
Okręt był niszczycielem z kadłubem wykonanym ze stali o długości całkowitej 58,2 metra (między pionami 56,3 metra) szerokości 6,3 metra i zanurzeniu 2,8 metra . Wyporność normalna wynosiła 284 tony . Jednostka napędzana była przez dwie pionowe maszyny parowe potrójnego rozprężania SACAG o łącznej mocy 5950 KM, do których parę dostarczały dwa kotły typu Normand. Prędkość maksymalna napędzanego dwoma śrubami okrętu wynosiła 28 węzłów. Okręt zabierał zapas 70 ton węgla, co zapewniało zasięg wynoszący 975 Mm przy prędkości 15 węzłów .
Na uzbrojenie artyleryjskie okrętu składały się: pojedyncze działo kalibru 65 mm QF M1902 L/50 z zapasem 300 nabojów i cztery pojedyncze szybkostrzelne działa kal. 47 mm QF M1902 L/50 (z łącznym zapasem 1200 nabojów) . Broń torpedową stanowiły zamontowane na pokładzie dwie pojedyncze obracalne wyrzutnie kal. 450 mm, z łącznym zapasem sześciu torped.
Załoga okrętu składała się z 67 oficerów, podoficerów i marynarzy.

## Służba
„Basra” została przyjęta w skład marynarki wojennej Imperium Osmańskiego 3 września 1907 roku w Stambule . 1 października 1911 roku, po wybuchu wojny włosko-tureckiej, „Basra” wraz z siostrzanymi niszczycielami „Samsun”, „Yarhisar” i „Taşoz” weszła w skład zespołu floty osmańskiej skierowanego do obrony Dardaneli (składającego się oprócz nich z pancerników „Barbaros Hayreddin”, „Turgut Reis” i „Mesudiye” oraz torpedowca „Demirhisar”), jednak już nazajutrz wszystkie okręty powróciły do Stambułu w celu dokonania koniecznych napraw i pobrania zaopatrzenia. Na pozycje obronne flota osmańska powróciła 12 października, nie przejawiając większej aktywności do końca konfliktu.
Podczas I wojny bałkańskiej, 7 listopada 1912 roku okręt pancerny „Asar-i Tevfik”, pancernik „Turgut Reis” i „Basra” ostrzelały bułgarskie oddziały, które zajęły Tekirdağ. 12 grudnia „Basra” i „Taşoz” udały się na patrol na wody Dardaneli, chcąc wciągnąć w zasadzkę greckie niszczyciele, jednak musiały powrócić ze względu na kłopoty z kotłami. Dwa dni później okręt wraz z torpedowcem „Sultanhisar” oraz krążownikiem „Mecidiye” wziął udział w nierozstrzygniętej potyczce z greckimi niszczycielami „Sfendoni”, „Lonchi”, „Thyella” i „Nafkratousa”. 14 stycznia 1913 roku krążownik „Hamidiye” w asyście niszczycieli „Basra” i „Yarhisar” patrolował wejście do Dardaneli. 18 stycznia zespół floty osmańskiej (okręt flagowy „Barbaros Hayreddin”, „Mecidiye”, „Berk-i Satvet”, „Basra” i „Yarhisar”) wziął udział w starciu z flotą grecką koło Lemnos. W dniach 7–11 lutego 1913 roku „Basra” i „Taşoz” wraz z okrętem pancernym „Asar-i Tevfik” wzięły udział w nieudanym desancie pod Podimą na wybrzeżu Morza Czarnego, tracąc w tej akcji okręt pancerny.
W momencie wybuchu I wojny światowej niszczyciel był już przestarzały i miał niską wartość bojową . 21 września 1914 roku „Basra” i „Taşoz” eskortowały krążownik liniowy „Yavuz Sultan Selim” podczas rejsu patrolowego na Morzu Czarnym. 29 października pancerniki „Barbaros Hayreddin” i „Turgut Reis” w eskorcie niszczycieli „Basra” i „Yarhisar” uczestniczyły u wejścia do Bosforu w zabezpieczeniu wypadu krążowników „Berk-i Satvet” i „Midilli” pod Noworosyjsk.
W 1915 roku wyeksploatowana siłownia okrętu pozwalała na osiągnięcie prędkości maksymalnej 17 węzłów, a liczebność załogi wzrosła do 91 osób (17 Niemców i 74 Turków). 8 sierpnia 1915 roku niszczyciel wraz z torpedowcem „Sivrihisar” wziął udział w akcji ratunkowej załogi pancernika „Barbaros Hayreddin”, zatopionego w Dardanelach przez brytyjski okręt podwodny HMS E11, unikając torpedy wystrzelonej w jego kierunku przez napastnika podczas akcji ratowania rozbitków. 18 października nieopodal Bandırmy „Basra” i „Yarhisar” zaskoczyły na powierzchni HMS E12, który jednak zdołał uciec.
Przed atakiem sił Ententy na Gallipoli „Basra” wraz z siostrzanymi niszczycielami eskortowała transporty wojsk osmańskich, organizowane w celu wzmocnienia sił broniących Dardaneli.
W dniach 14–15 września 1916 roku pięć niszczycieli (w tym „Basra” i „Samsun”) eskortowało zbudowany w 1902 roku statek „Patmos” o pojemności 1907 BRT, transportujący węgiel z Zonguldak. Statek wszedł jednak na minę nieopodal Karaburun i został osadzony na brzegu, a jego załoga została zdjęta z pokładu przez „Basrę” i „Samsuna”.
W dniach 23–25 czerwca 1917 roku krążownik „Midilli” odbył rejs bojowy na Morzu Czarnym, stawiając m.in. 70 min u ujścia Dunaju. Powracający do Bosforu okręt został ostrzelany przez rosyjskie okręty: pancernik „Swobodnaja Rossija” i niszczyciel „Gniewnyj”, a w ostatniej fazie walki osłaniany był przez „Basrę” i niemiecki okręt podwodny SM UC-23.
20 stycznia 1918 roku niszczyciele „Basra”, „Samsun”, „Numûne-i Hamiyet” i „Muâvenet-i Milliye” wzięły udział w zabezpieczeniu wypadu krążowników „Yavuz Sultan Selim” i „Midilli” pod Imroz, m.in. osłaniając powrót do Dardaneli uszkodzonego na minach „Yavuza Sultana Selima”. Podczas walki „Basra” znalazła się pod ostrzałem brytyjskich niszczycieli HMS „Lizard” i „Tigress”, w wyniku czego doznała uszkodzenia rufy i po postawieniu zasłony dymnej dotarła na wody kontrolowane przez własną artylerię nadbrzeżną. 30 marca „Basra”, „Samsun” i „Taşoz” eskortowały niemiecki transportowiec „Patmos”, przewożący żołnierzy z Konstancy do Odessy. W październiku okręt odstawiono do rezerwy w Stambule .
Po zakończeniu wojny, 29 października 1923 roku „Basra” została formalnie wcielona do nowo powstałej marynarki wojennej Republiki Turcji, choć jej stan techniczny nie pozwalał na eksploatację. W latach 1924–1925 jednostka przeszła remont w Deniz Fabrikaları w Stambule i po jego zakończeniu podjęła czynną służbę. Okręt wycofano ze składu floty w 1932 roku, po zakupie we Włoszech nowych niszczycieli. Niszczyciel został złomowany dopiero w 1949 roku w Gölcük .